# Zouweboezem

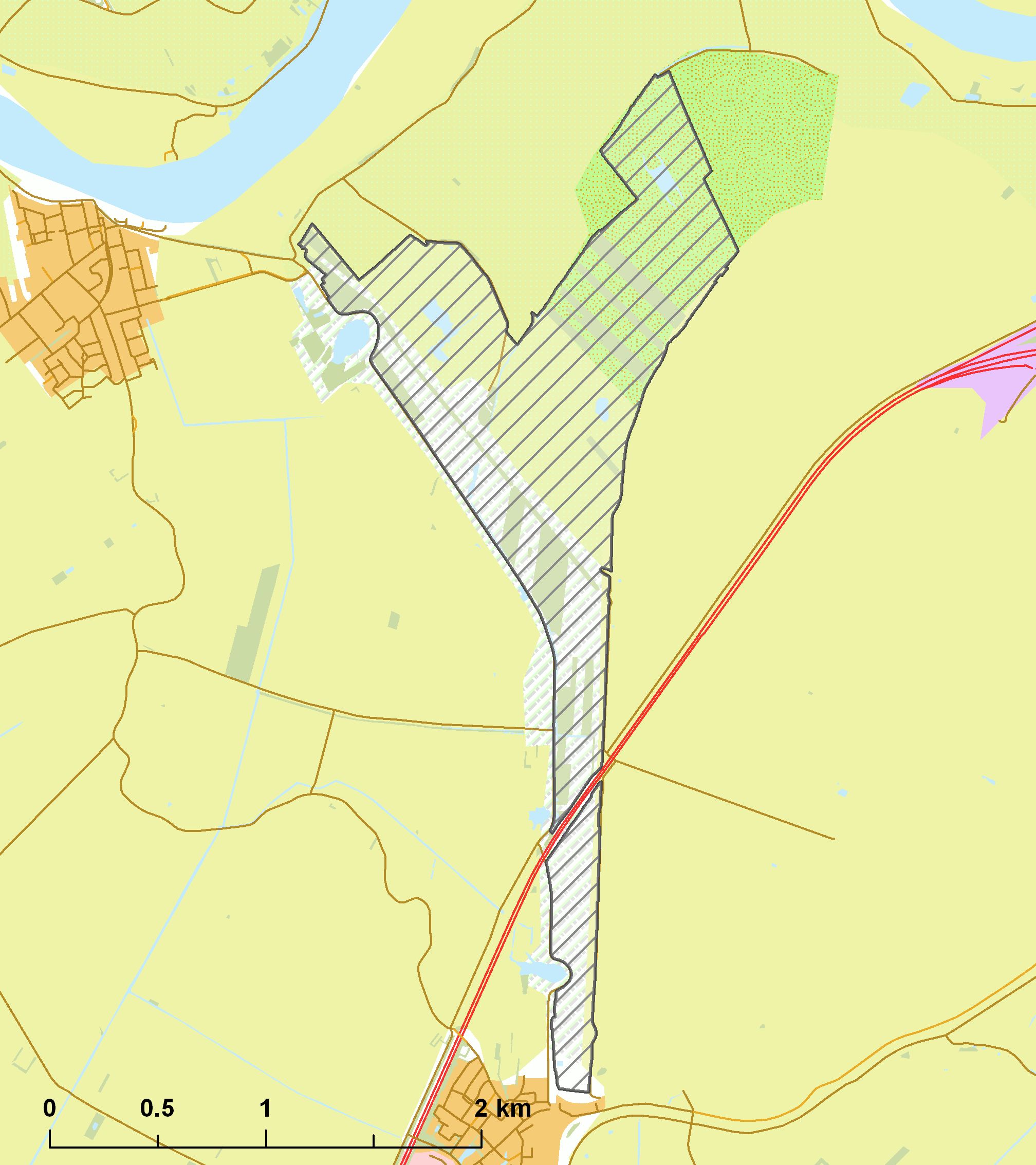
Natura 2000 gebied

Zouweboezem is een boezemgebied bij Ameide in de Utrechtse gemeente Vijfheerenlanden, dat tussen 1370 en 1373 werd gegraven om het overtollige water op te vangen uit de polders in de Vijfheerenlanden. Door het gebied loopt de Oude Zederik, ook wel Zouwe genoemd.
Het gebied is een zogenaamd vogelrichtlijngebied en bestaat uit open water, riet- en zeggemoerassen, wilgengrienden, elzenbroekbos en kleine oppervlakten grasland en boomgaard. De boezemlanden lopen bij hoog water onder en worden gekenmerkt door een dicht patroon van sloten. In het deel van de Polder Achthoven dat binnen de begrenzing ligt komt blauwgrasland voor. Het is een belangrijk vogelgebied, met als voornaamste broedvogels de purperreiger, de snor en de bruine kiekendief. Het gebied is van belang vanwege de grote populatie grote modderkruiper, waarop de purperreigers foerageren. Verder is het een belangrijk broedgebied van soorten van geïnundeerde kruidenvegetaties (porseleinhoen) en drijvende waterplanten (zwarte stern). Deze en andere watervogels maken vooral gebruik van de beschutte open water gebieden, terwijl de rietlanden o.a. als slaapplaats voor diverse trekvogels in gebruik zijn. Een gebied met een oppervlakte van 258 ha is aangemerkt als Natura 2000-gebied dat door Zuid-Hollands Landschap wordt beheerd. Doordat waterschappen het waterpeil steeds preciezer kunnen regelen, is dit gebied is feitelijk te droog, waardoor het vergrast en moerasvogels wegtrekken.